# Carmen Cartaș
Florentina Carmen Cartaș (n. 9 mai 1985, în Constanța) este o fostă jucătoare profesionistă de handbal din România și componentă a echipei naționale. A participat cu echipa națională de handbal feminin a României la Campionatul Mondial din 2011, desfășurat în Brazilia. Carmen Cartaș a evoluat pe postul de intermediar stânga.
Carmen Cartaș a fost cea mai bună marcatoare în ediția 2010-11 a Ligii Naționale, când juca la CSM Cetate Devatrans Deva. Cu 230 de goluri înscrise, ea a câștigat Trofeul Simona Arghir Sandu, care se decernează celei mai bune marcatoare din Ligă.
În sezonul 2012-13, Carmen Cartaș a fost împrumutată la vicecampioana Universitatea Jolidon Cluj, alături de care a evoluat în Liga Campionilor. Începând din sezonul competițional 2013-2014, ea s-a întors la echipa CSM Cetate Deva. După ce echipa din Deva a retrogradat în Divizia A, la sfârșitul sezonului 2014-2015, Cartaș s-a transferat la echipa Corona Brașov. În 2018, după ce a devenit mamă, Carmen Cartaș a decis să se retragă din activitate și să devină antrenoare.

## Palmares
- Liga Campionilor:
  - Grupe: 2013

- Cupa EHF:
  - Semifinalistă: 2016
  - Turul 2: 2017

- Liga Națională:
  -  Medalie de bronz: 2013, 2016

## Distincții personale
- Cea mai bună marcatoare din Liga Națională: 2011 (230 de goluri);
- Cea mai bună marcatoare din Liga Națională: 2014 (205 de goluri);

## Statistică goluri și pase de gol
Conform Federației Române de Handbal, Federației Europene de Handbal și Federației Internaționale de Handbal:
| Sezon            | Echipă | Goluri |
| ---------------- | ------ | ------ |
|                  |        |        |
| 2009-10          |        |        |
| CSM Cetate Deva  | 178    |        |
|                  |        |        |
| 2010-11          |        |        |
| CSM Cetate Deva  | 230    |        |
|                  |        |        |
| 2011-12          |        |        |
| CSM Cetate Deva  |        |        |
|                  |        |        |
| 2012-13          |        |        |
| „U” Jolidon Cluj | 93     |        |
|                  |        |        |
| 2013-14          |        |        |
| CSM Cetate Deva  | 205    |        |
|                  |        |        |
| 2014-15          |        |        |
| CSM Cetate Deva  | 187    |        |
|                  |        |        |
| 2015-16          |        |        |
| Corona Brașov    | 92     |        |
|                  |        |        |
| 2016-17          |        |        |
| Corona Brașov    | 31     |        |

| Sezon            | Echipă | Goluri |
| ---------------- | ------ | ------ |
|                  |        |        |
| 2012-13          |        |        |
| „U” Jolidon Cluj | 10     |        |
|                  |        |        |
| 2013-14          |        |        |
| CSM Cetate Deva  | 8      |        |
|                  |        |        |
| 2014-15          |        |        |
| CSM Cetate Deva  | 7      |        |
|                  |        |        |
| 2015-16          |        |        |
| Corona Brașov    | 3      |        |
|                  |        |        |
| 2016-17          |        |        |
| Corona Brașov    | 3      |        |

| Ediția           | Echipă | Goluri | Pase de gol |
| ---------------- | ------ | ------ | ----------- |
|                  |        |        |             |
| Rusia 2003       |        |        |             |
| România junioare | 8      | 15     |             |

| Ediția          | Echipă | Goluri | Pase de gol |
| --------------- | ------ | ------ | ----------- |
|                 |        |        |             |
| Cehia 2004      |        |        |             |
| România tineret | 25     |        |             |

| Ediția        | Echipă | Goluri | Pase de gol |
| ------------- | ------ | ------ | ----------- |
|               |        |        |             |
| Brazilia 2011 |        |        |             |
| România       | 1      | -      |             |

| Sezon            | Echipă | Goluri |
| ---------------- | ------ | ------ |
|                  |        |        |
| 2012-13          |        |        |
| „U” Jolidon Cluj | 31     |        |

| Sezon         | Echipă | Goluri |
| ------------- | ------ | ------ |
|               |        |        |
| 2015-16       |        |        |
| Corona Brașov | 33     |        |
|               |        |        |
| 2016-17       |        |        |
| Corona Brașov | 3      |        |